# Christchurch Art Gallery
La Christchurch Art Gallery, chiamata ufficialmente Christchurch Art Gallery Te Puna o Waiwhetū, è una galleria d'arte situata a Christchurch in Nuova Zelanda. 
È stata finanziata dal consiglio comunale di Christchurch. La galleria fu aperta il 10 maggio 2003, in sostituzione della precedente galleria d'arte pubblica della città, la Robert McDougall Art Gallery, che era stata aperta nel 1932 e chiusa il 16 giugno 2002, e si trovava nei Christchurch Botanic Gardens vicino al Canterbury Museum.
L'edificio è stato progettato dal gruppo Buchan ed è stato utilizzato come quartier generale della Protezione civile di Christchurch in seguito al terremoto di Canterbury del 2010 e di nuovo dopo il terremoto di Christchurch del febbraio 2011.